# 1+2=Paradise
1+2= Paradise (яп. １＋２＝パラダイス ити тасу ни: ва парадаису) — манга, созданная Сумико Камимурой. На её основе было выпущена двухсерийная OVA студией J.C.Staff.
Впервые манга издавалась в 1989—1990 годах издательством «Коданся».

## Сюжет
Сюжет повествует о сыне врача-гинеколога и будущем враче Юсукэ Ямамото. В детстве его чуть не кастрировали живущие по соседству близняшки, из-за чего он боится женщин. Близняшки в свою очередь влюблены в Юсукэ, так как в детстве он спас их от собаки, и выросли с мечтой о том, что одна из них станет женой Юсукэ. В начале сюжета они появляются в доме Юсукэ, а отец Юсукэ решает поселить девушек у себя, чтобы исцелить сына от его фобии.

## Персонажи
Юсукэ Ямамото (яп. 山本優介) — главный герой, с детства боящийся женщин.
Сэйю: Каппэй Ямагути
Рика Накамура (яп. 中村梨花) — младшая сестра-близнец, которая держит волосы в хвосте. Она более игривая, прямолинейная и бесстыдно предстает перед Юсукэ в непристойных ситуациях.
Сэйю: Тиэко Хонда
Юка Накамура (яп. 中村結花) — старшая сестра-близнец, более скромная и сдержанная.
Сэйю: Рихоко Нагао
Отец Юсукэ (яп. ) — отец Юсукэ, является владельцем гинекологической клиники.
Сэйю: Кэй Томияма

## Медиа

### Манга
Впервые манга издавалась с 1989 по 1990 год издательством Kodansha. Было выпущено 4 тома. Из-за сексуального содержания она попала в список «вредной манги» местным и национальным правительством. Негативное внимание привело к решению издательства об остановке выпуска.
Позже манга была повторно опубликована издательством Shōbunkan с 1994 по 1995 год, в этом издании впервые был выпущен 5-й том.

### OVA
Производством занималась студия J.C. Staff под руководством режиссёра Дзюнъити Ватанабэ по сценарию Нобуаки Кисима. Дизайнером персонажей выступил Акиюки Сэридзава, за анимацию отвечал Кэйити Сато. Серии были выпущены 23 февраля и 27 апреля 1990 года.
| Список серий | Список серий | Список серий        |
| № серии      | Название | Трансляция в Японии |
| ------------ | --- | ------------------- |
| 1            | Где-то здесь, там, пудинг, пудинг «Around here, there, pudding, pudding» (あっちもこっちもプリンプリン)                                               | 23 февраля 1990     |
| 2            | Столкновение! Сестры Момоиро против похотливой королевы пчел «Clash! Momoiro Sisters against lascivious queen bee» (対決！桃色姉妹 Ｖ.Ｓ．好色女王蜂) | 27 апреля 1990 года |

## Критика
В превью к выпуску OVA 23 февраля 1990 года критик журнала Animage заметил, что успешная манга авторства 24-хлетней Камимуры немного неприличная, но несмотря на эротическое содержание мангака сумела привлечь преданных поклонников и среди женщин.
Джим МакЛеннан, делающий обзор в 2013 году в журнале Asian Trash Cinema на первую часть OVA-адаптации, заметил, что данная серия оказалась восхитительной, неумолимо жизнерадостной и неряшливой. «Да, девушки совершенно пустоголовые, но обвинениям в сексизме можно противопоставить тот факт, что автором оригинальной истории является женщина — Дзюнко Уэмура. Юсукэ же также социально неадекватен в своем поведении, что вдвойне забавно, так как он является пародией на вероятную целевую аудиторию произведения».